# Akromatikus objektívek

Akromatikus objektív. 1. koronaüveg, 2. flintüveg, 3. fókuszpont a zöld színre, 4. fókuszpont a vörös és kék színekre

Az optika területén akromatikus objektíveknek nevezzük azokat az objektíveket, amelyek korrigálják a színtorzulást. Két szín – legtöbbször a kék és a vörös – olvad össze. Bár némi szférikus korrekciót végrehajtanak, a kb. 30x-os nagyítás fölötti értékek esetén a szélek homályosodnak. 

## Fél-sík (Semi-Plan) akromatikus objektívek
Alapvetően megegyezik az akromatikus objektívekkel, de a 40x-es nagyítás fölötti értékeken is érvényesül a szférikus korrekció. Ez azt jelenti, hogy a tárgy gyakorlatilag a közepétől a széléig majdnem mindenütt éles képet ad.

## Sík-akromatikus objektívek
A legkiválóbb akromatikus objektívek. A színtorzulás korrekciója megegyezik a fentiekkel, csak a szférikus korrekció még inkább érvényesülve a tárgy közepétől a széléig sokkal élesebb képet mutat.